# Ghazipur (cidade)
Ghazipur é uma cidade no estado de Uttar Pradesh, na Índia. A cidade de Ghazipur é a sede administrativa do distrito de Ghazipur, um dos quatro distritos que formam a divisão de Varanasi de Uttar Pradesh. A cidade de Ghazipur também constitui um das sete talucas, ou subdivisões, do distrito de Ghazipur.
Ghazipur é bem conhecida por sua fábrica de ópio, estabelecida pela British East India Company, em 1820, e ainda a maior fábrica legal de ópio do mundo, produzindo a droga para a indústria farmacêutica global. Ghazipur fica perto da fronteira Uttar Pradesh-Bihar, a cerca de 80 km (50 mi) a leste da cidade sagrada de Varanasi.

## História
De acordo com a história verbal e popular, Ghazipur estava coberta por uma densa floresta durante a era védica e era um local para ashrams de santos durante esse período. O local está relacionado ao período Ramayana. Maharshi Jamadagni, o pai de Maharshi Parashurama, teria residido em Ghazipur. Os famosos Gautama Maharishi e Chyavana receberam ensinamentos e sermões aqui no período antigo. Buda deu seu primeiro sermão na localidade histórica de Saranate, que não fica longe de Ghazipur. Algumas fontes afirmam que o nome original era Gadhipur, que foi renomeado por volta de 1330, após o reinado de Ghazi Malik.
Um Pilar de Açoca de 9 metros de altura está situado em Latiya, uma vila a 30 km de distância da cidade, perto da taluca de Zamania, e é  símbolo do Império Máuria. O pilar foi declarado monumento histórico e cultural de importância nacional e protegido pelo levantamento arqueológico da Índia. Em seu relatório de passeios (de 1871 a 1872) por aquela área, Sir Alexander Cunningham escreveu: "A vila recebe seu nome de um lat de pedra, ou monólito".

## Primeiro na Índia
A primeira Sociedade Científica da Índia foi estabelecida em Ghazipur, em 1862, por Sir Syed Ahmed Khan para propagar o conhecimento ocidental moderno da ciência, tecnologia e indústria. Foi um afastamento do passado no sentido de que a educação fez uma mudança de paradigma das humanidades tradicionais e disciplinas relacionadas para o novo campo da ciência e da agricultura. Algumas instituições atuais, como o Instituto de Educação e Pesquisa Técnica (TERI), parte da faculdade de pós-graduação PG College Ghazipur, na cidade, inspiram-se naquela primeira Sociedade.

## Dados demográficos
Segundo o Censo de 2011 da India, a cidade de Ghazipur tem uma população de 231.607 pessoas, sendo 121.467 homens (52.445%) e 110.140 mulheres (47.554%). Ghazipur tem uma alfabetização de 85.46% (maior do que a média nacional, que é de 74.04%), sendo 90.61% dos homens e 79.79% das mulheres. 11.46% da população tem menos de 6 anos de idade.

## Locais de interesse
Os pontos turísticos da cidade incluem vários monumentos construídos por Nawab Sheikh Abdulla, ou Abdullah Khan, governador de Ghazipur durante o Império Mogol, no século XVIII, e seu filho. Estes incluem o palácio conhecido como Chihal Satun, ou "quarenta pilares", que mantém um portal muito impressionante (embora o palácio esteja em ruínas) e o grande jardim com um tanque e uma tumba chamada Nawab-ki-Chahar-diwari.
Após 10 km, a estrada que começa na tumba Nawab-ki-Chahar-diwari e passa pela mesquita leva para um matha dedicado a Pavhari Baba. O tanque e a tumba de Pahar Khan, faujdar da cidade em 1580, e as tumbas simples, mas antigas, do fundador Masud e de seu filho também estão em Ghazipur, assim como a tumba de Lord Cornwallis, uma das principais figuras da história britânica na colônia da Índia.
Cornwallis é famoso por seu papel na Guerra Revolucionária Americana e, em seguida, por seu tempo como governador-geral da Índia, sendo considerado o verdadeiro fundamento do domínio britânico. Mais tarde, ele foi Lorde Tenente da Irlanda, suprimindo a Rebelião de 1798 e estabelecendo o Ato de União. Ele morreu em Ghazipur em 1805, logo após seu retorno à Índia para sua segunda nomeação como governador-geral. Seu túmulo, com vista para o Rio Ganges, é uma cúpula pesada apoiada em 12 colunas dóricas acima de um cenotáfio esculpido por John Flaxman.
Os restos de um antigo forte de lama também têm vista para o Rio Ganges, enquanto há ghats que levam ao Rio Ganges, o mais antigo dos quais é o ChitNath Ghat.
Perto de ChitNath Ghat, o eremitério Pavhari Baba é um local de interesse para os seguidores de Swami Vivekananda. Este eremitério está mais longe das cavernas originais do eremitério subterrâneo de Pavhari Baba e é um pouco menos explorado pelos turistas. Essas são as cavernas onde o guru Pavhari Baba costumava meditar, às vezes, como dizem os folclores, alimentando-se apenas de ar (daí o nome Pavhari Baba).

### Fábrica de ópio
A fábrica de ópio localizada na cidade foi fundada pelos britânicos e continua a ser uma importante fonte de produção de ópio na Índia. É conhecida como a Fábrica de Ópio Ghazipur ou, mais formalmente, Fábrica de Ópio e Alcaloides do Governo. É a maior fábrica do gênero no país e também no mundo. A fábrica foi inicialmente administrada pela Companhia das Índias Orientais e foi usada pelos britânicos durante a Primeira e a Segunda Guerra do Ópio com a China. A fábrica como tal foi fundada em 1820, embora os britânicos já comercializassem ópio em Ghazipur antes disso. Atualmente, sua produção é controlada pela Lei e Regras sobre Drogas Narcóticas e Substâncias Psicotrópicas (1985) e administrada pelo Ministério das Finanças do governo indiano, supervisionada por um comitê e um controlador-chefe.
A produção da fábrica atende à indústria farmacêutica global. Até 1943, a fábrica produzia apenas extratos de ópio bruto de papoulas, mas hoje em dia também produz muitos alcalóides, tendo começado a produção de alcalóides durante a Segunda Guerra Mundial para atender às necessidades médicas militares. Seu faturamento anual gira em torno de 2 bilhões de rúpias (aproximadamente 36 ou 37 milhões de dólares americanos), para um lucro de cerca de 80 milhões de rúpias (1,5 milhão de dólares). A fábrica tem sido lucrativa desde 1820, mas a produção de alcaloides atualmente dá prejuízo, enquanto a produção de ópio dá lucro. A exportação anual típica de ópio da fábrica para os EUA, por exemplo, seria de cerca de 360 toneladas de ópio.
Além da produção de ópio e alcaloides, a fábrica também possui um programa de P&D significativo, empregando até 50 químicos de pesquisa. No total, cerca de 900 pessoas são empregadas pela fábrica. A Fábrica de Ópio e Alcaloides do Governo também cumpre o papel incomum de ser o repositório seguro de apreensões ilegais de ópio na Índia – e, correspondentemente, um importante escritório do Departamento de Controle de Narcóticos da Índia está localizado em Ghazipur. Por ser uma indústria governamental, a fábrica é administrada de Nova Deli, mas um gerente geral supervisiona as operações em Ghazipur.
Pela natureza sensível de sua produção, a fábrica é vigiada sob alta segurança (pela Força Central de Segurança Industrial) e não é facilmente acessível ao público em geral.
A fábrica possui acomodações residenciais próprias para seus funcionários e está situada às margens do rio Ganges, na cidade principal de Ghazipur. É cercada por altos muros encimados por arame farpado. Seus produtos são levados por ferrovias de alta segurança para Mumbai ou para Nova Delhi para posterior exportação.
A fábrica ocupa cerca de 43 acres e grande parte de sua arquitetura é em tijolo vermelho, datada da época colonial. Dentro do terreno da fábrica há um templo para Baba Shyam e um mazar, ambos anteriores à fábrica. Há também um relógio solar, instalado pelo agente britânico do ópio Hopkins Esor de 1911 a 1913.
Rudyard Kipling, que estava familiarizado com o ópio medicinal e recreativamente, visitou a fábrica de Ghazipur em 1888 e publicou uma descrição de seu funcionamento no The Pioneer, em 16 de abril de 1888. O texto In an Opium Factory está disponível gratuitamente na biblioteca de e-books da Universidade de Adelaide.
O romance de Amitav Ghosh, Sea of Poppies, trata do comércio britânico de ópio na Índia e grande parte da história de Ghosh é baseada em sua pesquisa da fábrica de Ghazipur. Em entrevista, Ghosh enfatiza o quanto da riqueza do Império Britânico resultou do frequentemente desagradável comércio de ópio, com Ghazipur como um de seus centros, mas ele também está surpreso com a escala da operação atual.
A Fábrica de Ópio de Ghazipur tem mais um motivo para a  fama, por causa de um problema bastante incomum. Está infestada de macacos, mas estes são muito viciados em narcóticos para ser um problema real e os trabalhadores os arrastam para fora do caminho pelas caudas.